# Индустријска зона Валпијана (Гросето)
Индустријска зона Валпијана је насеље у Италији у округу Гросето, региону Тоскана.
Према процени из 2011. у насељу је живело 18 становника. Насеље се налази на надморској висини од 162 м.